# Wichra
Wichra (ros. Вихра; biał. Вiхра) – rzeka w zachodniej Rosji (obwód smoleński) i we wschodniej Białorusi (obwód mohylewski), prawy dopływ Soży w zlewisku Morza Czarnego. 
Długość - 158 km (118 km w Rosji, 40 km na Białorusi), powierzchnia zlewni - 2230 km² (1870 km² w Rosji, 360 km² na Białorusi), średni przepływ u ujścia - 14,5 m³/s, średnie nachylenie - 0,4‰, szerokość koryta - do 20 m. Źródła na południe od Smoleńska w środkowej części Wyżyny Smoleńskiej. Płynie na południe przez Wysoczyznę Mścisławską, przecina granicę rosyjsko-białoruską, przepływa przez miasto Mścisław, zasila małą Wichrańską Elektrownię Wodną (0,25 MWh) i uchodzi do Soży.